# Kantonsschule Hottingen
Die Kantonsschule Hottingen ist eine Kantonsschule in Zürich im Quartier Hottingen. Sie entwickelte sich aus der früheren Töchterschule der Stadt Zürich. Die beiden Frauenfiguren (Judith & Anna von Hugo Imfeld) am Haupteingang erinnern daran, dass das Schulhaus einst eine wichtige Institution für Frauenbildung war. Die Rehgruppe von Arnold Huggler wurde der Schule vom Verein ehemaliger Handelschülerinnen geschenkt. An der Eingangstüre steht „Gottfried-Keller-Schulhaus“; der wohl berühmteste Zürcher Dichter wohnte nur wenige Schritte vom Schulhaus entfernt am Zeltweg.
Die Schule bietet drei Ausbildungswege an:
1. Ein Wirtschaftsgymnasium
2. Eine Handelsmittelschule
3. Eine Informatikmittelschule.

Seit 2004 wird eine „Akzentklasse Ethik/Oekologie“ geführt und seit August 2011 die „Akzentklasse Entrepreneurship“, in der die Schüler einen vertieften Einblick in unternehmerisches Denken und Handeln erhalten.
Seit dem Schuljahr 2011/12 bietet die Kantonsschule Hottingen die Möglichkeit, eine zweisprachige Matura auf Englisch und Deutsch zu erwerben.
Das Schulhaus, früher auch als Gottfried-Keller-Schule bezeichnet, wurde Mitte der 1940er Jahre erbaut. Anfangs war darin die Handelsschule der Töchterschule (jetzt Kantonsschule Hohe Promenade) untergebracht. Seit 1976 ist sie Kantonsschule.